# 上原忠明
上原 忠明（うえはら ただあき、1948年4月20日 - ）は、静岡県出身のプロゴルファー。

## 来歴
伊東高校卒業後の18歳からゴルフを始め、1971年にプロ入りし、1975年と1978年には千葉県オープンを制す。
1972年の美津濃トーナメントでは初日に内田久寿雄・戸田雅吉・吉川一雄・海老原清治を抑え、7アンダー101で首位スタートを決めた。
1976年の阿蘇ナショナルパークオープンでは初日を金海繁・土山録志・岩下吉久・新井規矩雄と並んでの6位タイでスタートし、最終日には69をマークして藤井義将と並んでの3位タイに入った。
1978年の東北クラシックでは3日目に68をマークし、最終日には秋富由利夫・金井清一・陳健振（中華民国）と並んでの10位タイに入った。
1978年の千葉県オープンでは初日に68をマークし渡辺由己・小川清二を抑えて首位に立ち、最終日も渡辺に1打差で譲らず、井岡誠・山高孝信・工藤吉彦・常陸文男も抑えて同大会2勝目を挙げた。
1987年のNGAオープンを制したほか、1988年の千葉オープンでは初日を若木進一・塩田昌宏と共に69をマークして6位タイでスタートし、1991年のブリヂストンオープンを最後にレギュラーツアーから引退。

## 主な優勝
- 1975年 - 千葉県オープン
- 1978年 - 千葉県オープン
- 1987年 - NGAオープン